# 5ème Arrondissement (Cotonou)
Das 5ème Arrondissement ist ein Arrondissement im Departement Littoral in Benin. Es ist eine Verwaltungseinheit, die der Gerichtsbarkeit der Kommune Cotonou untersteht und selbst ein Teil des beninischen Hauptortes Cotonou ist. Gemäß der Volkszählung von 2013 hatte das 5ème Arrondissement 20.039 Einwohner, davon waren 9942 männlich und 10.097 weiblich.

## Geographie
Als Teil der Stadt Cotonou liegt das Arrondissement im Süden des Landes nahe am Atlantik.
Das 5ème Arrondissement setzt sich aus 15 Stadtteilen zusammen:
1. Avlékété Jonquet
2. Bocossi Tokpa
3. Dota
4. Gbédokpo
5. Gbéto
6. Guinkomey
7. Mifongou
8. Missèbo
9. Missité
10. Nouveau Pont
11. Tokpa Hoho
12. Xwlacodji Kpodji
13. Xwlacodji Plage
14. Zongo Ehuzu
15. Zongo Nima